# Max von Boehn
 Max Hans von Boehn (Bromberg, 16. kolovoza 1850. -  Sommerfeld, 18. veljače 1921.) je bio njemački general i vojni zapovjednik. Tijekom Prvog svjetskog rata zapovijedao je Sjevernom armijom, Armijskim odjelom C, te 7. armijom na Zapadnom bojištu.

## Vojna karijera
Max von Boehn je rođen 16. kolovoza 1850. u Brombergu (danas Bydgoszcz u Poljskoj). Sin je Juliusa Heinricha von Boehna, inače general poručnika u pruskoj vojsci, i Josephe Henriette von Boehn rođene Cords. Maxov mlađi brat Hans također je odabrao vojni poziv u kojoj je dostigao čin generala konjice. Maxov ujak Oktavio Philipp von Boehn je imao uglednu vojnu karijeru tijekom koje je dostigao čin generala pješaštva, te zapovijedao VI. korpusom.
Nakon što je pohađao gimnazije u Thornu, Stolpu i Berlinu, Boehn stupa u prusku vojsku u prosincu 1867. služeći u 2 gardijskoj pukovniji u Berlinu. U veljači 1870. premješten je u 76. pješačku pukovniju smještenu u Hamburgu. S navedenom pukovnijom sudjeluje u Prusko-francuskom ratu u kojem pukovnija sudjeluje u opsadi Metza i borbama kod Toula i Pariza. U Bitci kod Loignyja ranjen je u desnu ruku za što je i odlikovan Željeznim križem. Po završetku rata, od svibnja 1872. obnaša dužnost pobočnika u regionalnom zapovjedništvu Hamburgu, da bi nakon toga u listopadu 1875. služio u 76. landverskoj pješačkoj pukovniji u istom gradu. U siječnju iduće, 1876. godine, promaknut je u čin poručnika, dok čin satnika dostiže u kolovozu 1880. godine.
U siječnju 1881. premješten je na službu u 50. pješačku brigadu u Darmstadt gdje obnaša dužnost pobočnika, nakon čega od listopada 1882. zapovijeda satnijom u 1. gardijskoj grenadirskoj pukovniji "Kaiser Alexander" u Berlinu. Od listopada 1888. pobočnik je u 1. gardijskoj diviziji, dok je iduće, 1889. godine, unaprijeđen u čin bojnika. Potom se od srpnja 1890. nalazi na službi kao pobočnik u Gardijskom korpusu, nakon čega je ponovno premješten u 1. gardijsku grenadirsku pukovniju "Kaiser Alexander", da bi od svibnju 1895. bio na službi u 3. gardijskoj pukovniji. Mjesec dana poslije, u lipnju 1895., unaprijeđen je u čin potpukovnika. U srpnju 1897. imenovan je zapovjednikom 76. pješačke pukovnije koja se nalazila u Hamburgu, dok je u studenom te iste godine promaknut u čin pukovnika. 
U svibnju 1901. postaje zapovjednikom 9. pješačke brigade sa sjedištem u Frankfurtu na Odri. Istodobno s tim imenovanjem promaknut je u čin general bojnika. Devetom pješačkom pukovnijom zapovijeda iduće četiri godine, do travnja 1905., kada je imenovan zapovjednikom 18. pješačke divizije, uz istodobno promaknuće u čin general poručnika. U rujnu 1909. dostiže čin generala pješaštva, da bi tri mjeseca poslije, u prosincu, bio imenovan zapovjednikom tvrđave Ulm. Navedenom tvrđavom zapovijeda do rujna 1912. kada je premješten u pričuvu.

## Prvi svjetski rat
Na početku Prvog svjetskog rata Boehnu je dodijeljeno zapovjedništvo nad IX. pričuvnim korpusom oko kojega je formirana Sjeverna armija čiji je zapovjednik bio Boehn. Zadatak Sjeverne armije bila je zaštita Schleswig-Holsteina i Kielskog kanala od britanskog iskrcavanja, ali je armija ubrzo rasformirana, a IX. pričuvni korpus upućen na Zapadno bojište u Belgiju. Na Zapadnom bojištu Boehn od kraja kolovoza sudjeluje u borbama kod Leuvena u kojima je uništena sveučilišna knjižnica za što su Boehna optuživali za počinjenje ratnih zločina. Nakon toga sudjeluje u borbama oko Mechelena i tvrđave Termonde, te opsadi Antwerpena. 
Početkom 1915. Boehn s IX. pričuvnim borbama sudjeluje u borbama kod Soissonesa i Prvoj bitci u Champagni. Tijekom kolovoza i rujna 1915. obnaša dužnost zamjenika zapovjednika 1. armije. Nakon što je 1. armija raspuštena, IX. pričuvni korpus ulazi u sastav najprije 1., a potom u listopadu 2. armije u čijem sastavu sudjeluje u borbama u Flandriji i Artoisu. U 1916. Bohen sudjeluje u Bitci na Sommi, te je za zapovijedanje u navedenoj bitci 24. kolovoza 1916. odlikovan ordenom Pour le Mérite. 
U veljači 1917. kratko postaje zapovjednikom Armijskog odjela C, da bi mjesec dana nakon toga, u ožujku, bio imenovan zapovjednikom 7. armije zamijenivši na tom mjestu Richarda von Schuberta. Zapovijedajući navedenom armijom sudjeluje u Drugoj bitci na Aisnei gdje je suzbio francuske snage koje su sudjelovale u Nivelleovoj ofenzivi. Boehnova 7. armija je sudjelovala i u Proljetnoj ofenzivi gdje je u Drugoj bitci na Marni bezuspješno pokušala zauzeti Reims. Na početku Proljetne ofenzive Boehn je promaknut u čin general pukovnika.
U kolovozu 1918. Boehn je dobio zapovjedništvo nad Grupom armija Boehn koja se sastojala od 2., 9. i 18. armije kojom se bezuspješno pokušao oduprijeti savezničkoj ofenzivi. Nakon što je navedena grupa armija rasformirana krajem listopada 1918. Boehn se vratio na zapovjedništvo 7. armije.

## Poslije rata
Nakon završetka rata Boehn je demobiliziran, te je 27. siječnja 1919. umirovljen. Udruga časnika 1. gardijske grenadirske pukovnije "Kaiser Alexander" imenovala ga je počasnim predsjednikom udruge. Preminuo je 18. veljače 1921. godine u Sommerfeldu u 72. godini života. Pokopan je na berlinskom groblju Invalidenfriedhof, ali mu grob, kao i grob njegovog oca, nije ostao sačuvan. Od ožujka 1854. bio je oženjen s Marthom Elsner s kojom je imao dva sina i dvije kćeri. 

## Vanjske poveznice
(eng.) Max von Boehn na stranici Prussianmachine.com

(rus.) Max von Boehn na stranici Hrono.ru

(njem.) Max von Boehn na stranici Deutsche-biographie.de

(njem.) Max von Boehn na stranici Deutschland14-18.de  Arhivirana inačica izvorne stranice od 18. srpnja 2011. (Wayback Machine)
| Prethodnik:         | Zapovjednik Armijskog odjela C Max von Boehn | Nasljednik: |
| Hermann von Strantz | Zapovjednik Armijskog odjela C Max von Boehn | Georg Fuchs |

| Prethodnik:          | Zapovjednik 7. armije Max von Boehn | Nasljednik:          |
| Richard von Schubert | Zapovjednik 7. armije Max von Boehn | Magnus von Eberhardt |

| Prethodnik:          | Zapovjednik 7. armije Max von Boehn | Nasljednik: |
| Magnus von Eberhardt | Zapovjednik 7. armije Max von Boehn | nitko       |